# Райские вороны
Райские вороны (лат. Lycocorax) — род воробьиных птиц из семейства райских птиц. Ранее в состав рода включали только один вид (Lycocorax pyrrhopterus). Lycocorax obiensis выделен в отдельный вид в 2016 году.

## Описание
Два вида, входящие в род Lycocorax имеют наибольшее сходство с воронами. Они достигают длины тела до 42 см и массы до 370 г. Оперение у обоих видов очень тёмное, в отличие от большинства райских птиц у них нет удлиненных хвостовых перьев, выступающих за остальное хвостовое оперение.

## Виды
В состав рода включают два вида:
- Lycocorax pyrrhopterus (Bonaparte, 1850) — Райская ворона
- Lycocorax obiensis Bernstein, 1865